# Saison 2003-2004 du Raja Club Athletic
Maillots
Chronologie
Saison précédente Saison suivante
La saison 2003-2004 du Raja Club Athletic est la 55e de l'histoire du club depuis sa fondation le 20 mars 1949. Elle débute alors que les Verts ont remporté la Coupe de la CAF lors de la saison précédente.
Au titre de cette saison, le Raja CA est engagé dans quatre compétitions officielles: Botola, Coupe du Trône, Coupe de la CAF et en Ligue des champions.
Le meilleur buteur de la saison est Mustapha Bidoudane avec 15 buts inscrits toutes compétitions confondues.

## Avant saison

### Assemblée générale
Le 28 juillet 2003, a eu lieu l'assemblée générale ordinaire 2003 du Raja Club Athletic qui s'est transformé en extraordinaire après la démission collégiale du comité de Abdesalam Hanat. Le rapport moral a mis d'abord en exergue les performances de l’équipe première qui a joué une finale de Ligue des champions, qui est finaliste de la Coupe du Trône 2001-2002 et quart de finaliste de la coupe 2002-2003 et qui a terminé en seconde position du championnat.
Le comité a d'ailleurs expliqué la raison pour laquelle le Raja a raté la Coupe arabe 2003 au Caire en sortant des demi-finales; les joueurs étaient saturés en ayant joué prés de 55 matchs en 2002-2003 contre à peine 35 matchs en 2001-2002, en plus des matchs que les internationaux ont dans les jambes, que ce soit avec l'équipe A, l'équipe olympique ou les équipes nationales junior et cadet.
Le centre de formation alors en cours de construction pour un coût de 7 millions DH a également été abordé dans la mesure où il est unique en son genre de l’avis même des responsables de la FRMF, tout comme l’école qui comptait 1 315 jeunes répartis entre le Complexe de l'Oasis (878) et le Stade Tessema (437).
Plusieurs adhérents ont pris la parole pour dénoncer autant les mauvais résultats de l’équipe en 2002-2003 que les erreurs qui ont été commises individuellement ou collectivement, comme la publicité de Coca-Cola sur les maillots en finale aller de la Ligue des champions devant le Zamalek SC qui a coûté au club 1,7 million DH, la préparation de présaison à Ifrane, les dissensions au sein du comité ou l’affaire du café du club.
L’affaire de la JS Massira a également été traitée de long en large pour tenter de déterminer le responsable de la perte des deux points précieux que l'équipe aurait dû gagner sur tapis vert compte tenu de la non qualification de deux joueurs de Massira, qui avait réussi à arracher le nul à Casablanca, et qu'ils auraient donné le titre au Raja.
Après de longs débats qui ont débouché sur l'approbation du rapport moral et du rapport financier, le temps est venu d'élire le nouveau président du Raja pour quatre ans entre deux candidats: Abdeslam Hanat qui s’est représenté et Zakaria Semlali, fils de l'ancien président du Raja Abdellatif Semlali. Avec 62 voix contre 42, c'est finalement Hanat qui l'emporte devant son jeune adversaire.

### Équipementier

En 2003, Kappa devient l'équipementier officiel du Raja et s'en suivra une série de maillots emblématique qui marquera les esprits des supporters

Le 22 septembre 2003, le Raja annonce la signature d'un contrat de trois ans avec l’équipementier italien Kappa qui se chargera de la conception et la livraison des maillots de l'équipe première. Cet accord constitue une première à plusieurs niveaux. Tout d’abord, c’est la première fois qu’une tenue personnalisée est conçue pour un club marocain. De plus, c’est la première fois que la maison Kappa signe directement un contrat avec un club.
Parallèlement, le Raja tirera amplement profit de cet accord. Le contrat précise en effet la mise en place d'une boutique où les produits dérivés du club seront en vente. Le Raja touchera ainsi une commission pour chaque article frappé de son logo, et ce à l’échelle internationale. Outre ces redevances, le club bénéficiera également de primes en Coupes africaines pour chaque réalisation.

### Matchs amicaux
Début septembre 2003, le Raja participe au Tournoi Ahmed Ntifi, compétition amical organisé annuellement opposant des clubs de première et deuxième division. Le Raja s'incline en finale aux tirs au but contre l'AS Salé.
| Date       | J.          | Adversaire | Lieu                        | Score          | Buteurs |
| ---------- | ----------- | ---------- | --------------------------- | -------------- | ------- |
| 05/09/2003 | Demi-finale | Racing AC  | Stade Père Jégo, Casablanca | 0-2            | ? , ?   |
| 07/09/2003 | Finale      | AS Salé    | Stade Père Jégo, Casablanca | 1-1 ( tab 3-1) | ?       |

## Transferts
| Joueur               | Poste             | Âge | Type de transfert | Provenance/Destination             | Division                     |
| -------------------- | ----------------- | --- | ----------------- | ---------------------------------- | ---------------------------- |
| Arrivées             |                   |     |                   |                                    |                              |
| Hamid Nater          | Milieu de terrain | 22  | Retour de prêt    | Ittihad Djeddah                    | Saudi Premier League         |
| Edgar Gnoleba Loué   | Milieu de terrain | 19  | Transfert         | Mouloudia olympique de Constantine | Division 1                   |
| Youssef Rossi        | Défenseur         | 30  | Transfert         | Dunfermline Athletic               | Scottish Premiership         |
| Soufiane Alloudi     | Attaquant         | 20  | Transfert         | CSM Bus Casablanca                 | Nationale 2                  |
| Mohamed Amine Kassed | Attaquant         | 17  | —                 | Raja U21                           | Championnat national espoirs |
| Départs              |                   |     |                   |                                    |                              |
| Abdellatif Jrindou   | Défenseur         | 28  | Prêt              | Ettifaq FC                         | Saudi Premier League         |
| François Endene      | Attaquant         | 22  | Transfert         | Chengdu Tiancheng                  | Chinese League One           |
| Ahmed Bahja          | Attaquant         | 32  | Transfert         | Maghreb de Fès                     | Botola Pro                   |
| Saïd Kherrazi        | Attaquant         | 21  | Transfert         | Al-Qadisiya FC                     | Saudi Premier League         |
| Mohamed Armoumen     | Attaquant         | 24  | Transfert         | AS FAR                             | Botola Pro                   |
| Omar Zaouit          | Attaquant         | 25  | Transfert         | Fath US                            | Botola Pro                   |
| Khalid Zouine        | Attaquant         | 22  | Transfert         | OC Safi                            | Botola 2                     |
| Bouchaib Bettachi    | Attaquant         | 22  | Transfert         | —                                  | —                            |
| Mohamed Foulouh      | Milieu de terrain | 25  | Transfert         | —                                  | —                            |
| El Gasmi Kouri       | Attaquant         | 22  | Transfert         | —                                  | —                            |
| Mario                | Attaquant         | 26  | Transfert         | —                                  | —                            |

## Botola
La Botola 2003-2004 est la 76e édition du championnat du Maroc de football et la 48e édition sous l'égide de la Fédération royale marocaine de football depuis sa création en 1956. La division oppose seize clubs en une série de trente rencontres, chaque club se rencontrant à deux reprises. Le champion et son dauphin se qualifient pour la Ligue des champions.
Le Raja CA participe à cette compétition pour la 48e fois de son histoire et n'a jamais quitté l'élite du football marocain depuis la première édition de 1956-1957, un record national. L'équipe participe à cette édition après avoir terminé le championnat 2002-2003 en deuxième position.
Le 20 juin 2004, se joue l'ultime journée du championnat alors que le Raja est en deuxième position à deux points du leader, l'AS FAR. En déplacement, le Raja ne fait pas de détails face au Kénitra AC et le balaye sur le score de 4-1, et guette le résultat des militaires qui s'opposait au Kawkab de Marrakech à domicile. Une année après avoir privé le Raja du titre en le tenant en échec à Casablanca aux derniers instants du match (2-2), le KACM offre aux Verts cette fois-ci un sacre inattendu en renversant une défaite 2-0 grâce à deux buts lors du dernier quart de jeu, dont un à la 90e minute (2-2).
| Date          | No.           | Adversaire          | Lieu          | Résultat      | Buteurs                                                                          | Rapport |
| ------------- | ------------- | ------------------- | ------------- | ------------- | -------------------------------------------------------------------------------- | ------- |
| MATCHS ALLER  | MATCHS ALLER  | MATCHS ALLER        | MATCHS ALLER  | MATCHS ALLER  | MATCHS ALLER                                                                     | [ 6 ]   |
| 14/09/2003    | 1             | Mouloudia Oujda     | Ext.          | 1 - 2         | Noureddine Harouach 51e, Sami Tajeddine 51e                                      |         |
| 24/09/2003    | 2             | Maghreb de Fès      | Dom.          | 1 - 1         | Noureddine Harouach 14e                                                          |         |
| 28/09/2003    | 3             | Ittihad Tanger      | Dom.          | 2 - 2         | Noureddine Harouach 23e, Nabil Mesloub 85e                                       |         |
| 07/10/2003    | 4             | Hassania Agadir     | Ext.          | 1 - 1         | Hamid Nater                                                                      |         |
| 26/10/2003    | 7             | RS Settat           | Dom.          | 3 - 0         | forfait                                                                          |         |
| 29/10/2003    | 5             | Olympique Khouribga | Dom.          | 2 - 1         | Mohamed Ali Diallo 19e 50e                                                       |         |
| 02/11/2003    | 8             | COD Meknès          | Ext.          | 1 - 0         | -                                                                                |         |
| 16/11/2003    | 10            | Wydad AC            | Ext.          | 0 - 1         | Mohamed Ali Diallo 55e                                                           |         |
| 29/11/2003    | 11            | AS FAR              | Dom.          | 1 - 0         | Mustapha Bidodane 64e                                                            |         |
| 03/12/2003    | 6             | Kawkab Marrakech    | Ext.          | 0 - 0         | -                                                                                |         |
| 07/12/2003    | 12            | IZ Khémisset        | Ext.          | 1 - 2         | Elamin Erbate 27e, Mohamed Ali Diallo 90+5e (pen.)                               |         |
| 14/12/2003    | 13            | Chabab Mohammédia   | Dom.          | 1 - 0         | Mustapha Bidodane 90+5e                                                          |         |
| 24/12/2003    | 9             | AS Salé             | Dom.          | 0 - 0         |                                                                                  |         |
| 28/12/2003    | 15            | Kénitra AC          | Dom.          | 2 - 0         | Mustapha Bidodane 72e, Mustapha Bidodane 80e                                     |         |
| 07/02/2004    | 17            | Maghreb de Fès      | Ext.          | 1 - 0         | -                                                                                |         |
| MATCHS RETOUR | MATCHS RETOUR | MATCHS RETOUR       | MATCHS RETOUR | MATCHS RETOUR | MATCHS RETOUR                                                                    | [ 7 ]   |
| 24/02/2004    | 14            | JS Massira          | Ext.          | 2 - 0         | -                                                                                |         |
| 29/02/2004    | 18            | Ittihad Tanger      | Ext.          | 0 - 0         | -                                                                                |         |
| 20/03/2004    | 20            | Olympique Khouribga | Ext.          | 1 - 1         | Mustapha Bidodane 70e                                                            |         |
| 31/03/2004    | 22            | RS Settat           | Ext.          | 1 - 1         | Mustapha Bidodane                                                                |         |
| 04/04/2004    | 23            | COD Meknès          | Dom.          | 1 - 0         | Hicham Misbah 13e                                                                |         |
| 14/04/2004    | 16            | Mouloudia Oujda     | Dom.          | 2 - 0         | Sami Tajeddine 58e, Mustapha Bidodane 73e                                        |         |
| 18/04/2004    | 24            | AS Salé             | Ext.          | 2 - 1         | Redouane El Haimer 76e (pen.)                                                    |         |
| 02/05/2004    | 25            | Wydad AC            | Dom.          | 2 - 0         | Mustapha Bidodane 73e, Yssouf Koné 78e                                           |         |
| 06/05/2004    | 19            | Hassania Agadir     | Dom.          | 1 - 1         | Mustapha Bidodane 32e (pen.)                                                     |         |
| 09/05/2004    | 21            | Kawkab Marrakech    | Dom.          | 0 - 0         | -                                                                                |         |
| 22/05/2004    | 26            | AS FAR              | Ext.          | 1 - 1         | Mustapha Bidodane 85e                                                            |         |
| 06/06/2004    | 27            | IZ Khémisset        | Dom.          | 3 - 0         | Noureddine Harouach 29e, Marouane Zemmama 51e, Hicham Aboucherouane 70e          |         |
| 09/06/2004    | 28            | Chabab Mohammédia   | Ext.          | 0 - 1         | Sami Tajeddine 37e                                                               |         |
| 13/06/2004    | 29            | JS Massira          | Dom.          | 3 - 0         | Hicham Aboucherouane 33e, Mustapha Bidodane 44e (pen.), Mustapha Mrani 77e (csc) |         |
| 20/06/2004    | 30            | Kénitra AC          | Ext.          | 1 - 4         | Moussa Soulaiman 30e, Mustapha Bidodane 36e 55e, Hamid Nater 44e                 |         |

## Coupe du trône 2002-2003
La Coupe du trône 2002-2003 est 47e édition de la Coupe du Trône de football sous l'égide de la Fédération royale marocaine de football depuis sa création en 1956. C'est une compétition à élimination directe, organisée annuellement et ouverte aux clubs amateurs et professionnels affiliés à la FRMF. Le vainqueur s'offre une place en Coupe d'Afrique des vainqueurs de coupe, s'il n'est pas déjà qualifié pour la Ligue des champions de la CAF.
Durant la saison précédente, le Raja a éliminé le DH El Jadida en seizièmes de finale (2-0) et le Najm de Marrakech en huitièmes de finale (1-0).
Le 11 octobre 2003, le Raja sort en demi-finale de la Coupe du trône face au Wydad AC aux tirs au but. Après une mi-temps de domination franche où Mustapha Bidodane rate un penalty et Moussa Soulaiman ouvre le score, l'équipe baisse de régime en deuxième mi-temps. À un quart d'heure de la fin de match, Sami Tajeddine fauche l'attaquant adverse obligeant Mohamed Guezzaz à siffler un penalty aux Rouges qui fut transformé avec succès par Mohamed Benchrifa. Après l'expulsion de Moussa Soulaiman en prolongations, vient les tirs au but. Chacun des dix joueurs présents sur la pelouse, y compris les deux gardiens, a réussi à marquer son penalty. On a donc été obligé de recommencer une autre série, et alors que Elamin Erbati a marqué son penalty, Sami Tajeddine, lui, a raté le sien (12-11).
| Date       | Tour          | Adversaire    | Lieu                        | Score           | Buteurs                                                       |
| ---------- | ------------- | ------------- | --------------------------- | --------------- | ------------------------------------------------------------- |
| 11/08/2003 | 1/4 de finale | JS El Massira | Stade Mohamed-V, Casablanca | 3-2 a.p         | Sami Tajeddine 12e, Moussa Soulaiman 90e, Hakim El Houti 110e |
| 11/10/2003 | Demi-finale   | Wydad AC      | Stade Mohamed-V, Casablanca | 1-1 ( 12-11tab) | Moussa Soulaiman 25e                                          |

## Coupe du trône 2003-2004
La Coupe du trône 2003-2004 est la 48e édition de la Coupe du Trône de football sous l'égide de la Fédération royale marocaine de football depuis sa création en 1956. C'est une compétition à élimination directe, organisée annuellement et ouverte aux clubs amateurs et professionnels affiliés à la FRMF. Le vainqueur de la Coupe s'offre une place en Coupe de la confédération, s'il n'est pas déjà qualifié pour la Ligue des champions de la CAF.
Le Raja CA totalise 5 titres dans cette compétition, dont le dernier a été remporté le 11 janvier 2004 (édition 2001-2002 dont la finale s'est jouée jusqu'en 2004) sous la houlette de Alexandru Moldovan.
| Date       | Tour            | Adversaire       | Lieu                         | Score | Buteurs                                             |
| ---------- | --------------- | ---------------- | ---------------------------- | ----- | --------------------------------------------------- |
| 13/03/2004 | 1/16e de finale | Rachad Bernoussi | Stade Père-Jégo, Casablanca  | 4-0   | Youssef Rossi , Noureddine Harouach , Elamin Erbate |
| 15/05/2004 | 1/8e de finale  | Amal Sidi Hrazem | Stade Père-Jégo, Casablanca  | 2-0   | Noureddine Harouach 6e, Elamin Erbate 49e           |
| 26/06/2004 | 1/4 de finale   | Fath US          | Stade Moulay-Abdallah, Rabat | 1-0   | -                                                   |

## Coupe de la CAF

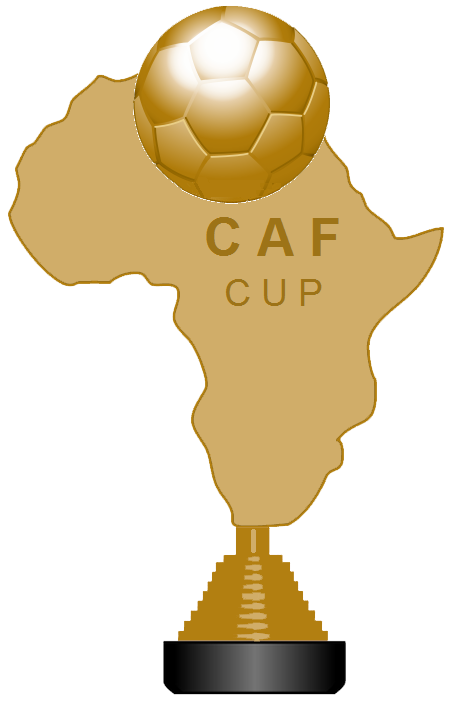
Trophée de la Coupe de la CAF conservée par le club depuis 2003

La Coupe de la CAF 2003 est la 12e et dernière édition de la Coupe de la CAF, compétition inter-clubs qui met en prise les vice-champions des championnats africains. Le Raja Club Athletic participe à cette compétition pour la première fois de son histoire après six participations consécutives en Ligue des champions entre 1997 et 2002.
Les Verts ont déjà éliminé l'Étoile de Ouagadougou, le FC 105 Libreville, et le Black Rhinos pendant la saison précédente pour croiser le fer en demi-finale avec Enugu Rangers du Nigeria.
Le 23 novembre 2003, le Raja remporte le titre face au Cotonsport FC (0-0), après sa victoire au match aller 2-0 grâce aux buts de Mustapha Bidoudane et Mohamed Ali Diallo. C'est la dernière édition de cette compétition avant qu'elle ne soit fusionnée avec la Coupe des vainqueurs de coupe pour former la Coupe de la confédération, le Raja s'obtient ainsi le droit de conserver ce trophée.
Demi-finale:
| Demi-finale - Aller | Raja CA                                                                                            | 4 - 1   | Enugu Rangers | Stade Moulay-Abdallah, Rabat              |                                           |
| 4 octobre 2003      | ( Zemmama) Harouache 27e · ( Zemmama) Koné 48e · ( Tajeddine) Koné 67e · ( Zemmama) Souleymane 73e | (1 - 0) | 44e Oluwolé   | Spectateurs : 25 000 Diffuseur : Al Aoula | Spectateurs : 25 000 Diffuseur : Al Aoula |
| 4 octobre 2003      | Rapport                                                                                            |         |               | Spectateurs : 25 000 Diffuseur : Al Aoula | Spectateurs : 25 000 Diffuseur : Al Aoula |

| Demi-finale - Retour | Enugu Rangers    | 2 - 0   | Raja CA | Nnamdi Azikiwe Stadium (en), Enugu |                      |
| 19 octobre 2003      | Teguonor 42e 59e | (1 - 0) |         | Spectateurs : 25 000               | Spectateurs : 25 000 |
| 19 octobre 2003      | Rapport          |         |         | Spectateurs : 25 000               | Spectateurs : 25 000 |

Finale:
| Finale - Aller  | Raja CA                                          | 2 - 0   | Cotonsport Garoua | Stade Mohammed-V, Casablanca                  |                                               |
| 9 novembre 2003 | ( Zemmama) Bidoudane 11e · ( Zemmama) Diallo 72e | (0 - 0) |                   | Spectateurs : 80 000 Arbitrage : Falla N'Doye | Spectateurs : 80 000 Arbitrage : Falla N'Doye |
| 9 novembre 2003 | Rapport                                          |         |                   | Spectateurs : 80 000 Arbitrage : Falla N'Doye | Spectateurs : 80 000 Arbitrage : Falla N'Doye |

| Finale - Retour  | Cotonsport Garoua | 0 - 0   | Raja CA | Stade Roumdé Adjia, Garoua                       |                                                  |
| 23 novembre 2003 |                   | (0 - 0) |         | Spectateurs : 25 000 Arbitrage : Reda El Beltagi | Spectateurs : 25 000 Arbitrage : Reda El Beltagi |
| 23 novembre 2003 | Rapport           |         |         | Spectateurs : 25 000 Arbitrage : Reda El Beltagi | Spectateurs : 25 000 Arbitrage : Reda El Beltagi |

## Ligue des champions
La Ligue des champions 2004 est la 40e édition de la plus prestigieuse des compétitions africaines inter-clubs, la Ligue des champions de la CAF. Le Raja Club Athletic participe à cette compétition pour la 9e fois de son histoire et il l'a déjà remporté à trois reprises. Exempté du tour préliminaire, les Verts doivent disputer deux tours (aller-retour) pour se qualifier à la phase de poules. Les quatre premiers et les quatre deuxièmes de chaque groupe participent à la phase finale, qui débute par les demi-finales.
Le 25 avril 2004, le Raja est étonnamment éliminé de la Ligue des champions dès les seizièmes de finale face à l'ASC Jeanne d'arc. Après un score cumulé de 2-2, le Raja est forcé de disputer les tirs au but à Dakar qui sourient ensuite aux Sénégalais (5-4) et leur permettent de passer au tour suivant,.
| Date       | Tour                     | Adversaire       | Lieu                               | Score         | Buteurs                                   |
| ---------- | ------------------------ | ---------------- | ---------------------------------- | ------------- | ----------------------------------------- |
| 10/04/2004 | 1/16e de finale - Aller  | ASC Jeanne d'Arc | Stade Moulay Abdellah, Rabat       | 2-0           | Hicham Misbah 69e, Mustapha Bidoudane 90e |
| 25/04/2004 | 1/16e de finale - Retour | ASC Jeanne d'Arc | Stade Léopold-Sédar-Senghor, Dakar | 2-0 (tab 5-4) | -                                         |

## Statistiques

### Statistiques collectives
| Compétition              | Résultat        | Matchs joués | Gagnés | Nuls | Perdus | Buts pour | Buts contre | Différence |
| ------------------------ | --------------- | ------------ | ------ | ---- | ------ | --------- | ----------- | ---------- |
| Botola                   | Champion        | 30           | 15     | 11   | 4      | 39        | 19          | +20        |
| Coupe du trône 2002-2003 | Demi-finale     | 2            | 1      | 1    | 0      | 4         | 3           | +1         |
| Coupe du trône 2003-2004 | Quart de finale | 3            | 2      | 0    | 1      | 6         | 1           | +5         |
| Coupe de la CAF          | Vainqueur       | 4            | 2      | 1    | 1      | 6         | 3           | +3         |
| Ligue des champions      | 1/16e de finale | 2            | 1      | 0    | 1      | 2         | 2           | +0         |
| Total                    | Total           | 41           | 21     | 13   | 7      | 57        | 28          | +29        |

### Statistiques individuelles

#### Statistiques des buteurs
| Place               | Nom                  | Botola | Coupe du Trône | Ligue des champions de la CAF | Coupe de la CAF | Total des buts |
| 1                   | Mustapha Bidoudane   | 13     | -              | 1                             | 1               | 15             |
| 2                   | Noureddine Harouach  | 4      | 3              | -                             | 1               | 8              |
| 3                   | Mohamed Ali Diallo   | 4      | -              | -                             | 1               | 5              |
| 4                   | Sami Tajeddine       | 3      | 1              | -                             | -               | 4              |
| 5                   | Moussa Soulaimane    | 1      | 2              | -                             | 1               | 4              |
| 6                   | Elamin Erbate        | 1      | 2              | -                             | -               | 3              |
| 7                   | Yssouf Koné          | 1      | -              | -                             | 2               | 3              |
| 8                   | Hamid Nater          | 2      | -              | -                             | -               | 2              |
| 9                   | Hicham Aboucherouane | 2      | -              | -                             | -               | 2              |
| 10                  | Hicham Misbah        | 1      | -              | 1                             | -               | 2              |
| 11                  | Nabil Mesloub        | 1      | -              | -                             | -               | 1              |
| 12                  | Marouanae Zemmama    | 1      | -              | -                             | -               | 1              |
| 13                  | Redouane El Haimeur  | 1      | -              | -                             | -               | 1              |
| 14                  | Youssef Rossi        | -      | 1              | -                             | -               | 1              |
| 15                  | Hakim El Houti       | -      | 1              | -                             | -               | 1              |
| But contre son camp | But contre son camp  | 1      | -              | -                             | -               | 1              |
| Total des buts      | Total des buts       | 36     | 10             | 2                             | 6               | 54             |